# Zosterops griseotinctus
El anteojitos de las Luisiadas (Zosterops griseotinctus) es una especie de ave paseriforme de la familia Zosteropidae endémica de Papúa Nueva Guinea.

## Distribución geográfica y hábitat
Se encuentra únicamente en las islas cercanas a la costa este de Nueva Guinea: el archipiélago de las Luisiadas y las islas Bismarck más occidentales.
Se reconocen las siguientes subespecies:
- Z. g. pallidipes De Vis, 1890: Rossel (Luisiadas).
- Z. g. aignani Hartert, 1899: Misima (Luisiadas).
- Z. g. griseotinctus Gray, GR, 1858: centro y oeste de las Luisiadas.
- Z. g. longirostris Ramsay, EP, 1879: islas junto a Nueva Guinea (archipiélago Bismarck).
- Z. g. eichhorni Hartert, 1926: Nauna, Nissan y Long (archipiélago Bismarck).

Sus hábitats naturales son las bosques tropicales o subtropicales húmedos.